# Ceraon tasmaniae
Ceraon tasmaniae är en insektsart som beskrevs av Leon Fairmaire. Ceraon tasmaniae ingår i släktet Ceraon och familjen hornstritar. Inga underarter finns listade i Catalogue of Life.